# Arszan
Arszan (ros. Аршан) – miejscowość balneologiczna i klimatologiczna w rejonie tunkińskim w Sajanach w Buriacji.
Położona jest ona na wysokości 900 m n.p.m. u podnóża Golców Tunkińskich, 120 km od stacji kolejowej Kułtuk. W osadzie mieści się Chojmorski dacan (klasztor) buddyjski.
Niedaleko miejscowości znajdują się węglanowe źródła mineralne, które zostały odkryte ok. 1900 r. przez miejscowych myśliwych. 
W pobliżu Arszan na rzece Kyngarga zlokalizowanych jest 12 wodospadów, z których największy ma 8 m. Niedaleko miejscowości wznosi się szczyt Pik Liubwi czyli Góra Miłości, który liczy ok. 2200 m n.p.m.

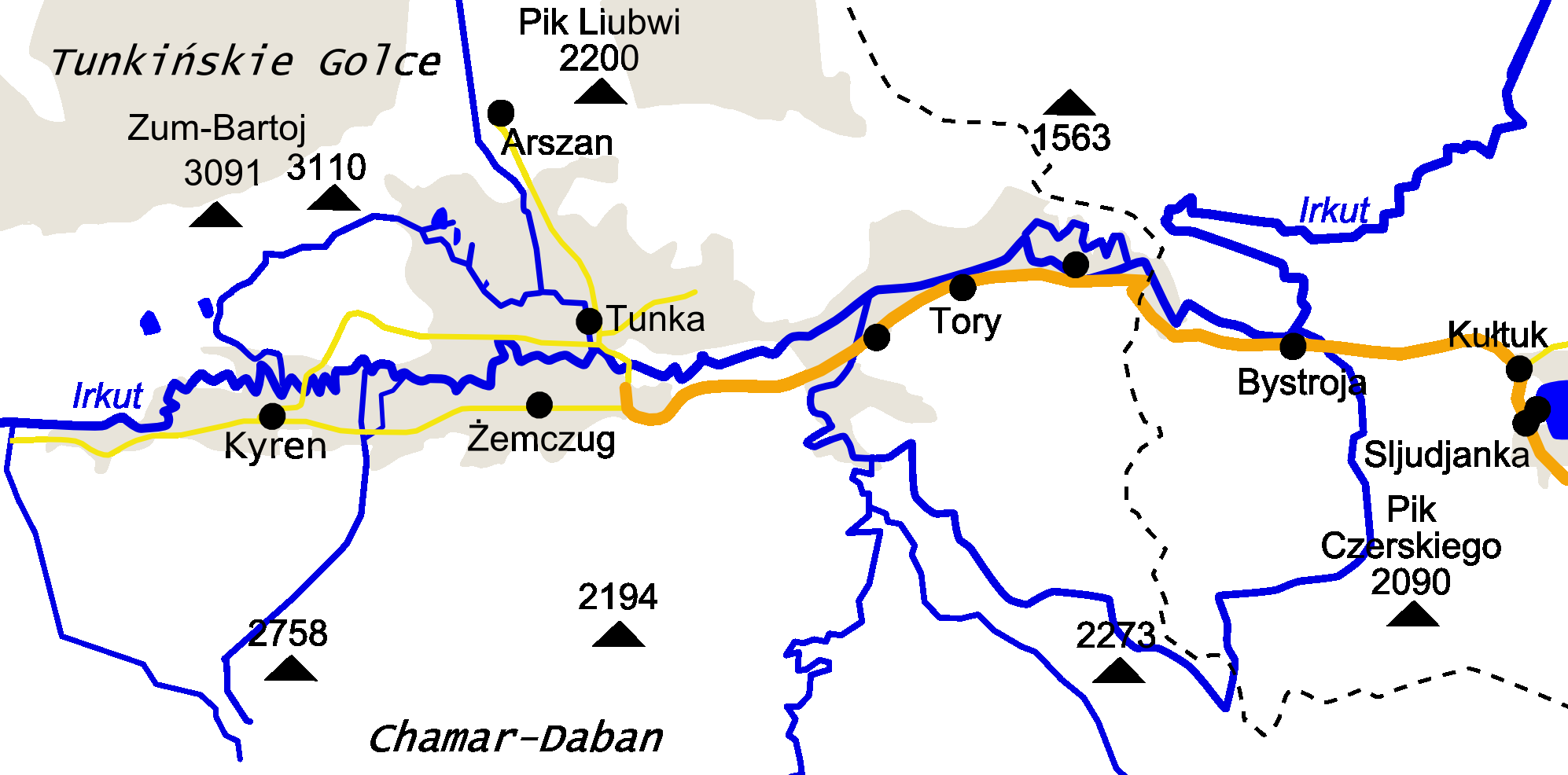
Dolina Tunkińska

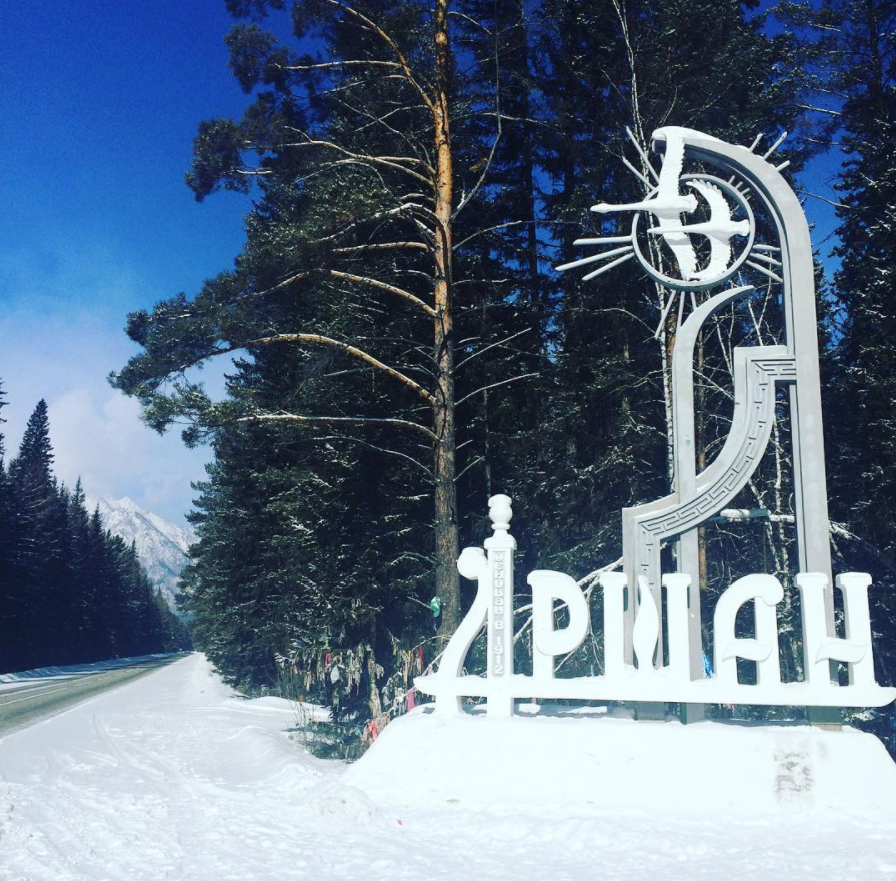
Przy wejściu do wioski Arshan

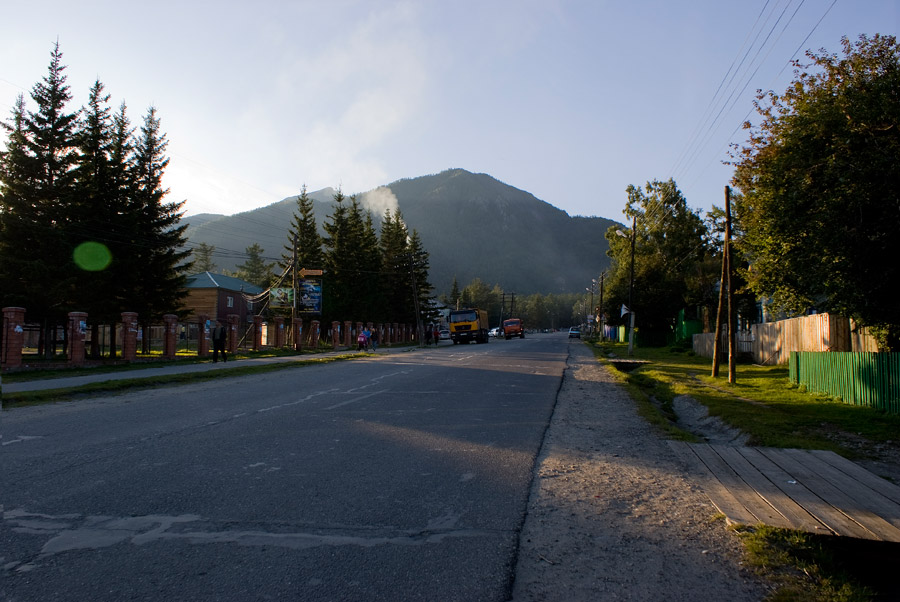
Główna ulica

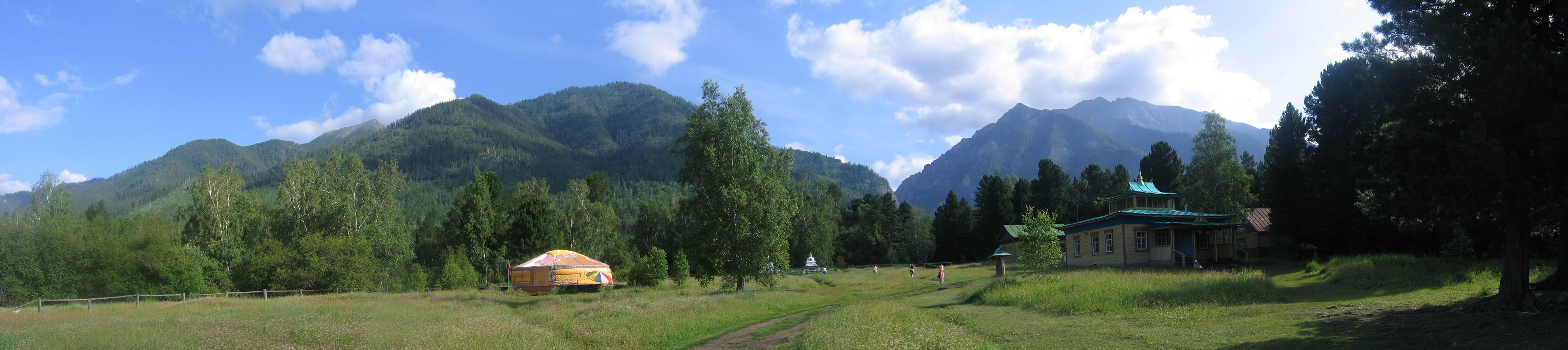

Arszan w języku buriackim oznacza leczniczą wodę.